# Plan Ecuador
El Plan Ecuador es un plan integrado multisectorial de desarrollo para las provincias del norte de Ecuador. El plan fue desarrollado por la administración del presidente Rafael Correa en el año 2007, como respuesta a los efectos del Plan Colombia en la frontera terrestre entre Colombia y Ecuador. El plan busca extenderse hasta el año 2018 con el fin de fortalecer la presencia de las instituciones ecuatorianas en la zona, mejorar la infraestructura básica y el mantenimiento sostenido de los recursos naturales.
Según el gobierno ecuatoriano el Plan Ecuador busca mejorar la asistencia en salud del gobierno a la población de la zona, que ha sufrido efectos colaterales por las fumigaciones con glifosato realizadas en Colombia para la erradicación de cultivos ilícitos y que por el viento penetra al Ecuador. Entre la población de la zona se encuentran refugiados ciudadanos colombianos que escapan del conflicto armado colombiano.
En 2007, un relator especial de las Naciones Unidas visitó la zona y urgió al gobierno ecuatoriano de Rafael Correa que reforzaría el Plan Ecuador con la inclusión de los derechos humanos. El relator reconoció que el problema en la zona fronteriza de Ecuador con Colombia era grave y se alarmó por el sistema inadecuado de salud en la zona para la comunidad, por lo que pidió al gobierno de Rafael Correa que alocara más recursos y pidiera cooperación internacional alegando que era también de responsabilidad internacional brindar asistencia y cooperación al Plan Ecuador. El relator también pidió al gobierno ecuatoriano organizar un ente fiscalizador del programa independiente al gobierno y determinar si era viable.